# Calusco d'Adda
Calusco d'Adda é uma comuna italiana da região da Lombardia, província de Bérgamo, com cerca de 8.109 habitantes. Estende-se por uma área de 8 km², tendo uma densidade populacional de 1007 hab/km². Faz fronteira com Carvico, Medolago, Paderno d'Adda (LC), Robbiate (LC), Solza, Terno d'Isola, Villa d'Adda.

## Demografia
| Variação demográfica do município entre 1861 e 2011                               |
|                                                                                   |
| Fonte: Istituto Nazionale di Statistica (ISTAT) - Elaboração gráfica da Wikipedia |